# Le Renard à l'anneau d'or
 (février 2023).
Si vous disposez d'ouvrages ou d'articles de référence ou si vous connaissez des sites web de qualité traitant du thème abordé ici, merci de compléter l'article en donnant les références utiles à sa vérifiabilité et en les liant à la section « Notes et références ».
Le Renard à l'anneau d'or est un feuilleton télévisé belge adapté par Jacques Boigelot et Nathan Grigorieff d'après l'œuvre éponyme de Nelly Kristink. Première série dramatique réalisée en couleurs par Teff Erhat pour la RTB, elle a été diffusée hebdomadairement à la télévision belge à partir du 21 avril 1974.
Le tournage a été effectué dans les Ardennes belges ; principalement à Assenois, Neufchâteau et Habay.

## Synopsis
Le renard est une légende racontée sous forme de métaphore — légende pourtant réelle car l’animal est vu aux abords de la rivière. 
C'est l'histoire de deux jeunes filles qui apprennent à se connaître malgré leur différence de condition sociale. L’une est en convalescence chez les parents de l'autre. Cette dernière est éprise du médecin qui soigne son amie.

## Distribution
- Jean-François Poron : Gilles Stée
- Agnès Gattegno : Marcie, la sœur de Gilles
- Patricia Lesieur : Mariève, l'épouse de Gilles
- Leopold Chaudière : Julien
- Fifi de Scheemaker : Frieda
- Guy Barbier : François
- Jean-Marie Deblin : Fléron
- Jean Decraux : Ancion
- Jacqueline Bir : Véra Pesci
- Viviane Chantel : Mme Bontemps
- Léon Darimont : M. Bontemps
- Michel Lechat : docteur Marlier
- Roger Dutoit : M. Lucassen
- Francis Mahieu : docteur Gesves
- Ronald Guttman : Jean-Paul Lucassen
- Roger Duhautbois : Comet
- Bonbon : Bernadette
- Jean Pascal : Maisières
- Claude Di Maggio : le représentant
- Marcel Mellebeek : le cafetier
- Jules Goffaux : Brunet
- Laurence Erhat : l'écolière
- Catherine Fally : la touriste
- François Duysinckx : le touriste
- Roger Francel : le banquier
- Mickey Mousse : le pompiste

## Équipe technique
- Réalisateur : Teff Erhat
- Chef opérateur : Charly Van Dam
- Cadreur : Pieter Anger
- Assistant : J.Y. Delbreuve
- Chef électricien : Philippe Dufrasne
- Ingénieur du son : André Brugmans
- Perchman : J.C. Boulanger
- Montage : Anne Christophe
- Mixage : Roger Defays
- Maquilleuse : Nancy Baudoux
- Costumière : Sandrard
- Décorateur : Luc Muller
- Régisseur : Joseph Claes
- Photographe : Sybille d’Asembourg
- Script : Zoë Zurstrassen
- 1er assistant : Pierre Badot

## Production
- Directeurs de production : Eric Van Beuren et Henri Xhonneux
- Radiodiffusion Télévision Belge

En collaboration avec :
- Société Suisse de Radiodiffusion
- Société Radio-Canada
- Y.C. Alligator Film

## Chanson du générique
- Paroles et musique : Georges Moustaki[2].
- Interprète : Françoise Hardy[3].

## Diffusions
- Belgique, sur la RTB, en six épisodes de 50 minutes, du dimanche 21 avril au 26 mai 1974[4].
- Allemagne, Der Fuchs mit dem goldenen Ohrring, 13 épisodes de 26 minutes, à partir de mai 1975.
- France, sur TF1, en 26 épisodes de 14 minutes, à partir du vendredi 7 novembre 1975 à 19 h 45[5].
- Québec, en six parties de 50 minutes à partir du 12 décembre 1975 dans Hors série[6], puis rediffusée en treize parties de 25 minutes à partir du 16 mars 1986 sur TVJQ (en soirée).

## Récompense
Antenne de Cristal, Bruxelles 1974.